# Passiflora ligularis
Passiflora ligularis je biljka iz porodice Passifloraceae. Ova biljka zove se još slatka granadilja, grenadija i grenadela.

## Opće informacije
Passiflora ligularis je snažan, zimzeleni penjački grm sa stabljikama u rasponu od 4 do 20 metara ili više. Ove se stabljike mogu penjati po tlu ili penjati u okolno raslinje, pričvršćujući se pomoću namotanih vitica. Biljka je vrlo cijenjena zbog svojih jestivih plodova i bere se iz divljine te se također naširoko uzgaja u mnogim područjima tropskih i suptropskih krajeva. Voće se prodaje na lokalnim i nacionalnim tržnicama. Biljka se također uzgaja kao ukrasna, cijenjena zbog velikih, mirisnih cvjetova.

## Rasprostranjenost
Zapadna i sjeverna Južna Amerika - Peru i Bolivija sjeverno kroz Srednju Ameriku do Meksika.

## Stanište
Vlažne šume, osobito tropske planinske šume, često se penju u krošnje; na visinama od 1000 do 3000 metara.

## Pojedinosti o uzgoju
Passiflora ligularis se obično uzgaja na visinama između 800 - 3000 metara u tropima i niže do razine mora u suptropima; kaže se da je neprikladna za uzgoj u nizinskim tropima. Najbolje raste u područjima gdje su godišnje dnevne temperature unutar raspona 22°c - 26°c, ali može podnijeti 16°c - 31°c. Kada je u stanju mirovanja, biljka može preživjeti temperature do oko -1°C, ali mladi rast može biti ozbiljno oštećen na 0°C. Preferira srednju godišnju količinu padalina u rasponu od 1000 - 1200 mm, ali tolerira 650 - 2500 mm.
Zahtijeva humusno, vlažno, ali dobro drenirano tlo i položaj u prošaranoj sjeni. Passiflora vrste općenito najbolje rastu na zaštićenom, sunčanom mjestu ili u polusjeni. Mnoge od snažnih vrsta, uključujući i ovu, mogu uspjeti u prilično gustoj sjeni, ali u takvoj situaciji penju se u krošnje šume kako bi dobile dovoljno svjetla da bujaju, cvjetaju i daju plodove. Većina vrsta nalazi se u divljini na vlažnim, ali dobro dreniranim tlima, općenito lakše teksture, i često će jače cvjetati i donositi plodove ako je plodnost tla niska. Često razvijaju duboko korijenje i mogu biti umjereno tolerantne na sušna razdoblja. Preferira okolno neutralno tlo, ne voli jako kisele ili jako alkalne uvjete. Preferira pH u rasponu 6 - 7, podnosi 5,1 - 7,5.
Vrlo cijenjena zbog svojih jestivih plodova, Passiflora ligularis je česta kultura koja se uzgaja u tropima i suptropima. Pobjegao je iz uzgoja u mnogim područjima i smatra se invazivnim u zemljama kao što su Haiti, Jamajka, Havaji, Singapur, Indonezija, Zimbabve, otočje Galapagos i Samoa. U Novoj Kaledoniji je proglašen štetnim korovom i zabranjeno je njegovo unošenje. Biljka može utjecati na poljoprivredu gušenjem vegetacije i ometanjem pristupa, a može biti otrovna ili neugodna za stoku. Također napada prirodne mezične (vlažne) šume i druge formacije prirodne vegetacije, gdje može zasjeniti biljke u podzemlju.
Ove biljke proizvode vitice i penju se pričvršćujući ih za druge biljke. Biljke su vrlo tolerantne na obrezivanje i mogu se rezati do razine tla ako je potrebno za pomlađivanje biljke. Biljke ovog roda izrazito su otporne na medonosne gljive (gljive iz roda Armillaria).

## Hrana
Plodovi - jedu se sirovi ili napravljeni u sladolede, deserte i rashladna pića.

## Ljekovitost
Sok ima probavna i diuretička svojstva te se preporučuje pacijentima s čirevima ili hijatalnom hernijom jer sadrži spojeve koji zacjeljuju rane. Također pomaže u borbi protiv refluksa kod odraslih i beba. Djeluje antispazmodično i izaziva pospanost.
Lišće i korijenje nekih, ako ne i svih, članova ovog roda sadrži tvar zvanu 'pasiflorina' koja je slična morfiju i učinkovito je sredstvo za smirenje. Nemamo posebnih podataka za ovu vrstu, ali mnoge se vrste koriste u biljnim infuzijama za smirivanje živaca i postizanje mirnog sna. Listovi mnogih vrsta također se smatraju anthelminticima, antihistericima i dijaforeticima. U Brazilu se koriste za suzbijanje povremenih groznica, kožnih upala i erizipela.

## Ostale namjene
Prekrasni cvjetovi koriste se u industriji parfema.

## Vanjske poveznice
- Botanički vrt Mundani  Arhivirana inačica izvorne stranice od 19. srpnja 2011. (Wayback Machine)